# Edward Przydróżny
Edward Maksymilian Przydróżny (ur. 9 października 1950 w Rakoniewicach, zm. w kwietniu 2022) – polski specjalista w zakresie inżynierii środowiska, dr hab. inż.

## Życiorys
W 1974 ukończył studia inżynierii sanitarnej w Politechnice Wrocławskiej, 31 maja 1983 obronił pracę doktorską Wymiana ciepła i masy w wymiennikach zraszanych z rur gładkich, 27 lutego 2008 habilitował się na podstawie pracy zatytułowanej Wysokosprawne systemy wentylacji i klimatyzacji – technologia i projektowanie. 
Został zatrudniony na stanowisku adiunkta w Katedrze Klimatyzacji, Ogrzewnictwa, Gazownictwa i Ochrony Powietrza na Wydziale Inżynierii Środowiska Politechniki Wrocławskiej, był członkiem Rady Dyscypliny Naukowej – Inżynierii Środowiska, Górnictwa i Energetyki Politechniki Wrocławskiej.
Zmarł w kwietniu 2022.